# Крістіна Плішкова
Крістина Плішкова (чеськ. Kristýna Plíšková, 21 березня 1992) — чеська тенісистка, сестра-близнючка Кароліни Плішкової.
На юніорському рівні була переможницею Вімблдону 2010 серед дівчат.
Свою першу перемогу в турнірах WTA Крістина здобула на Tashkent Open 2016.
Як і у сестри, основна зброя Крістини — сильна і точна подача. Вона є рекордсменкою WTA за кількістю подач на виліт в одній грі (31).

## Фінали турнірів WTA

### Одиночний розряд 2 (1 титул)
| Результат | В–П | Дата     | Турнір                    | Категорія   | Поверхня | Супротивниця | Рахунок       |
| --------- | --- | -------- | ------------------------- | ----------- | -------- | ------------ | ------------- |
| Перемога  | 1–0 | Жов 2016 | Tashkent Open, Узбекистан | Міжнародний | Хард     | Нао Хібіно   | 6–3, 2–6, 6–3 |
| Поразка   | 1–1 | Тра 2017 | Prague Open, Чехія        | Міжнародний | Ґрунт    | Мона Бартель | 6–2, 5–7, 2–6 |

### Парний розряд (5–1)
| Результат | В–П | Дата     | Турнір                        | Категорія   | Поверхня    | Партнерка         | Супротивниці                            | Рахунок           |
| --------- | --- | -------- | ----------------------------- | ----------- | ----------- | ----------------- | --------------------------------------- | ----------------- |
| Поразка   | 0–1 | Лип 2013 | Palermo International, Італія | Міжнародний | Ґрунт       | Кароліна Плішкова | Крістіна Младенович Катаржина Пітер     | 1–6, 7–5, [8–10]  |
| Перемога  | 1–1 | Жов 2013 | Linz Open, Австрія            | Міжнародний | Хард (зала) | Кароліна Плішкова | Габріела Дабровскі Аліція Росольська    | 7–6(8–6), 6–4     |
| Перемога  | 2–1 | Лип 2014 | Gastein Ladies, Австрія       | Міжнародний | Ґрунт       | Кароліна Плішкова | Андрея Клепач Марія Тереса Торро Флор   | 4–6, 6–3, [10–6]  |
| Перемога  | 3–1 | Вер 2014 | Hong Kong Tennis Open, КНР    | Міжнародний | Хард        | Кароліна Плішкова | Патрісія Майр-Ахляйтнер Аріна Родіонова | 6–2, 2–6, [12–10] |
| Перемога  | 4–1 | Лип 2019 | Bucharest Open, Румунія       | Міжнародний | Ґрунт       | Вікторія Кужмова  | Жаклін Крістіан Елена-Габріела Русе     | 6–4, 7–6(7–3)     |
| Перемога  | 5–1 | Сер 2020 | Prague Open, Чехія            | Міжнародний | Ґрунт       | Луціє Градецька   | Моніка Нікулеску Ралука Олару           | 6–2, 6–2          |

## Фінали турнірів серії WTA 125K

### Одиночний розряд: 1 титул
| Результат | В–П | Дата     | Турнір           | Поверхня | Супротивниця | Рахунок            |
| --------- | --- | -------- | ---------------- | -------- | ------------ | ------------------ |
| Перемога  | 1–0 | Вер 2016 | Dalian Open, КНР | Хард     | Міса Егуті   | 7–5, 4–6, 2–5 ret. |

### Пари: 2 титули
| Результат | В–П | Дата     | Турнір                                        | Поверхня | Партнерка      | Супротивниці                  | Рахунок       |
| --------- | --- | -------- | --------------------------------------------- | -------- | -------------- | ----------------------------- | ------------- |
| Перемога  | 1–0 | Вер 2018 | Chicago Oracle Challenger, United States      | Hard     | Мона Бартель   | Аша Мухаммад Марія Санчес     | 6–3, 6–2      |
| Перемога  | 2–0 | Бер 2019 | Indian Wells Oracle Challenger, United States | Hard     | Євгенія Родіна | Тейлор Таунсенд Яніна Вікмаєр | 7–6(9–7), 6–4 |

## Досягнення в одиночних змаганнях
| Турнір                                 | 2010 | 2011 | 2012 | 2013 | 2014 | 2015 | 2016 | 2017 | 2018 | W–L   |
| -------------------------------------- | ---- | ---- | ---- | ---- | ---- | ---- | ---- | ---- | ---- | ----- |
| Відкритий чемпіонат Австралії з тенісу | A    | Q1   | Q1   | 2R   | Q2   | Q1   | 2R   | 3R   | 1R   | 4–4   |
| Відкритий чемпіонат Франції з тенісу   | A    | Q1   | Q1   | 1R   | Q1   | Q1   | 1R   | 1R   | 1R   | 0–4   |
| Вімблдонський турнір                   | A    | 1R   | 2R   | 1R   | 1R   | 3R   | 1R   | 2R   |      | 4–7   |
| Відкритий чемпіонат США з тенісу       | Q3   | Q3   | 2R   | Q2   | 1R   | Q1   | Q2   | 2R   |      | 2–3   |
| Перемоги-Поразки                       | 0–0  | 0–1  | 2–2  | 1–3  | 0–2  | 2–1  | 1–3  | 4–4  | 0–2  | 10–18 |

## Перемоги над гравцями першої 10-ки
| #            | Гравець          | Рейтинг      | Турнір             | Покриття     | Rd           | Рахунок       |
| Тур WTA 2016 | Тур WTA 2016     | Тур WTA 2016 | Тур WTA 2016       | Тур WTA 2016 | Тур WTA 2016 | Тур WTA 2016  |
| ------------ | ---------------- | ------------ | ------------------ | ------------ | ------------ | ------------- |
| 1.           | Белінда Бенчич   | Ранг 10      | Miami, США         | Тверде       | 1р           | 4–1 ret.      |
| Тур WTA 2018 |                  |              |                    |              |              |               |
| 2.           | Альона Остапенко | Ранг 7       | Shenzhen Open, КНР | Тверде       | 1р           | 6–1, 6–4      |
| 3.           | Петра Квітова    | Ранг 10      | Чарлстон, США      | Ґрунт        | 2р           | 1–6, 6–1, 6–3 |

## Юніорські фінали турнірів Великого шолома

### Одиночний розряд
| Результат | Рік  | Турнір               | Покриття | Супротивниця | Рахунок       |
| --------- | ---- | -------------------- | -------- | ------------ | ------------- |
| Перемога  | 2010 | Вімблдонський турнір | Трава    | Сатіє Ісідзу | 6–3, 4–6, 6–4 |